# Manrique Larduet
Manrique Larduet (Santiago de Cuba, 10 de julio de 1996) es un gimnasta artístico cubano, subcampeón en el concurso completo individual y bronce en barra fija, en el Mundial de Glasgow 2015.
Además Manrique ha participado en los Juegos Panamericanos de Toronto 2015 donde ganó cuatro metales: oro en salto de potro, plata en el concurso completo individual y barras paralelas y bronce en anillas. Y también en el Campeonato Panamericano de San Juan (Puerto Rico) de 2013 ganando dos oros— salto y barras paralelas— y plata en suelo, y en el de Mississauga 2014 logró tres platas —concurso completo individual, barras paralelas y barra fija—.